# Análise lítica
Dentro da arqueologia, análise lítica corresponde à análise de artefatos obtidos por talha lítica e que fazem parte de uma indústria lítica — objetos de estudo incluem almofarizes, percutores, machados, pontas líticas e bifaces, entre outros. O método de análise envolve inspeção da morfologia arqueológica do artefato, isto é, sua classificação dentro de um período de estilo de produção específico determinado por datação por radiocarbono; ademais, mede-se também seus atributos físicos e demais características notáveis (como o tipo de lascamento aplicado).

## Áreas de estudo
As abordagens típicas da análise lítica são três: análises tipológica, funcional e tecnológica. As três formas de classificação são baseadas na premissa de que há um propósito no lascamento do artefato, para que ele obtenha um formato específico no intuito de cumprir uma função. Isso indicia a fundação amplamente aceita da tipologia lítica de que pessoas pré-históricas tinham um passo a passo mental das etapas necessárias para alcançar o produto final desejado.

### Funcional
Também chamada de análise de desgaste por uso, implica-se que a utilização do artefato na sua época de criação gera desgastes nas porções funcionais da ferramenta. É analisado, portanto, qual o possível uso do objeto pelo padrão de desgaste que ele apresenta.

### Tecnológica
A análise tecnológica é o método que busca descrever a produção do artefato de pedra lascada por meio da examinação do objeto propriamente dito e de suas lascas descartadas correspondentes, na tentativa de redescobrir o passo a passo seguido para chegar ao artefato. A produção experimental é essencial para reforçar teorias da sequência dos fatos, e a identificação de diferenças no tempo e espaço da produção das ferramentas pode indiciar características do processo de manufaturação das lascas.